# Station Tel Aviv Savidor Centraal
Station Tel Aviv Savidor Centraal (Hebreeuws: תחנת תל אביב סבידור מרכז Taḥanat HaRakevet Tel Aviv Savidor Merkaz) is het Centraal Station van de Israëlische stad Tel Aviv. Het is daarnaast ook het drukste station van Israël.
Het station is vernoemd naar Menahem Savidor.

## Locatie
Het station is gelegen in het oostelijke deel van het centrum, op de grens tussen Tel Aviv en Ramat Gan, tussen het zakelijke district en een woonwijk.
Het station ligt aan de straat Al Parashat Drakhim.
In november 1954 werd het station geopend als Tel Aviv Centraal, maar wordt nog altijd gezien als Tel Aviv Arlozorov, naar de straat die langs het station loopt.
Het station is gelegen naast het busstation 2000 Terminal en de Diamond Exchange District in Ramat Gan. Net zoals de andere treinstations in Tel Aviv, ligt ook dit station tussen de Ayalon snelweg. De perrons zijn verbonden met elkaar, door middel van roltrappen, liften en bruggen.

## Geschiedenis
Het station was officieel geopend als het eindpunt van de kustlijn, geopend op 3 november 1954. Rond die tijd bevonden de sporen zich nog ten noorden van het stationsgebouw.
Omdat vanaf het station treinen in noordelijke richting reden, kreeg het station ook wel de naam Tel Aviv-Noord. Tel Aviv-Noord was de oude naam van het station Bnei Brak.
In 1988 werden de sporen op de huidige locatie verplaatst. Op 10 januari 1988 werd het station weer heropend voor passagiers. Toen het station Tel Aviv-Zuid werd gesloten en station Tel Aviv HaShalom werd gebouwd, was dit station het enige in Tel Aviv.

## Fotogalerij

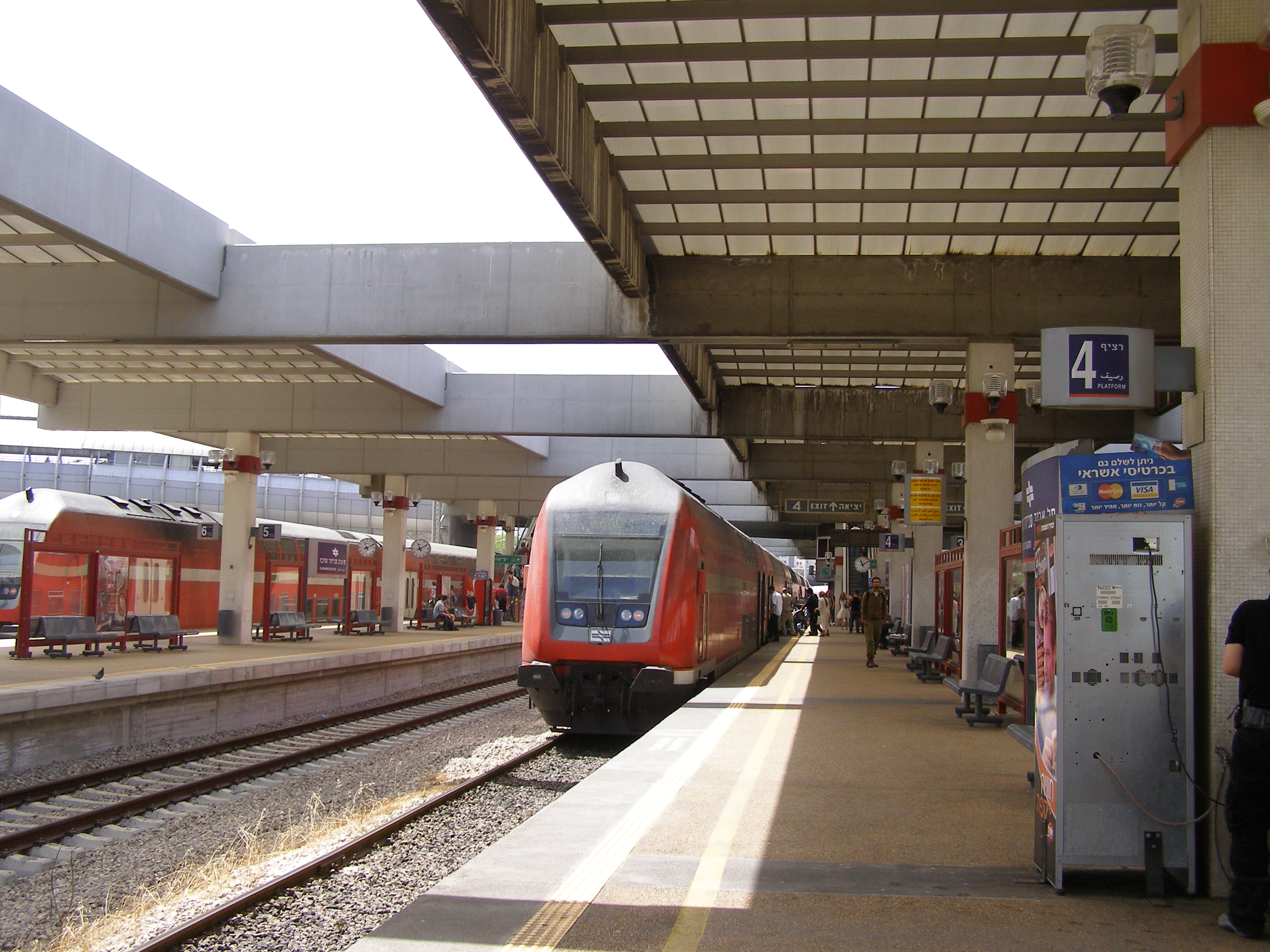
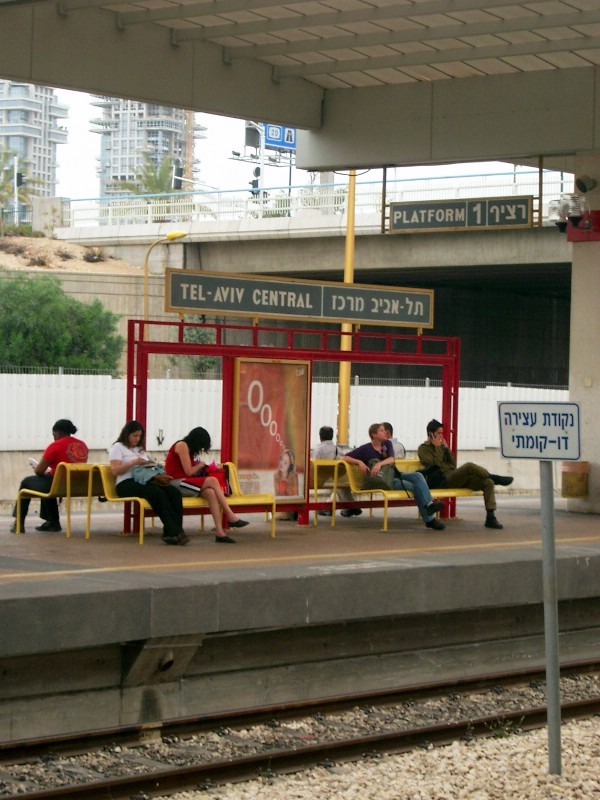
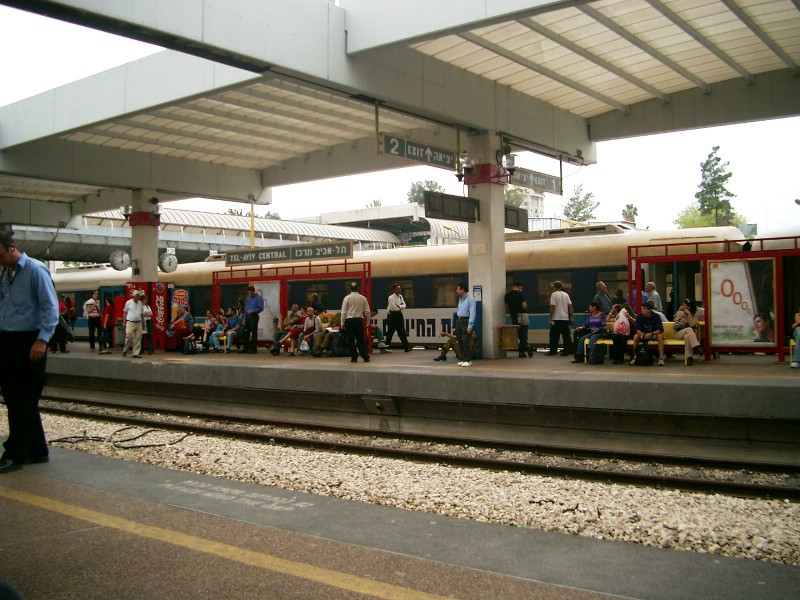
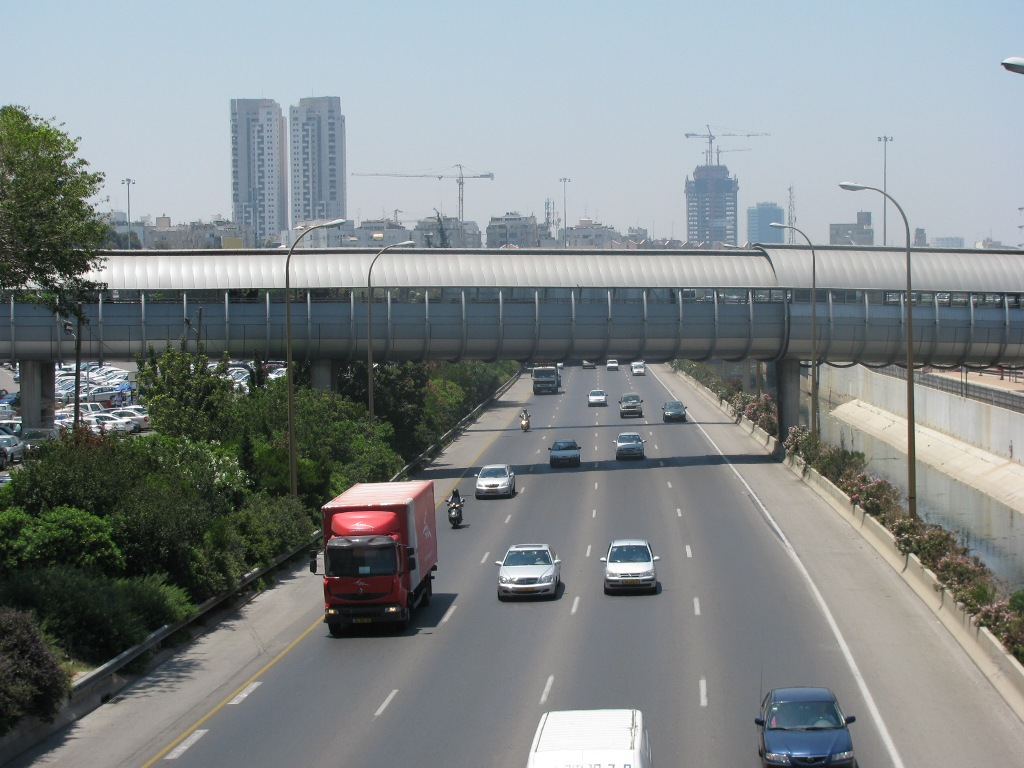

| Eindbestemming      | Vorig station     | Lijn                     | Volgend station     | Eindbestemming       |
| ------------------- | ----------------- | ------------------------ | ------------------- | -------------------- |
| Beër Sjeva-Centraal | Tel Aviv HaShalom | Beër Sjeva-Nahariya      | Tel Aviv University | Nahariya             |
| Modi'in Centraal    | Tel Aviv HaShalom | Modi'in-Nahariya         | Tel Aviv University | Nahariya             |
| Harisjoniem         | Tel Aviv HaShalom | Harisjoniem-Hod Hasjaron | Tel Aviv University | Hod Hasjaron Sokolov |
| Ashkelon            | Tel Aviv HaShalom | Ashkelon-Binyamina       | Tel Aviv University | Binyamina            |
| Jeruzalem-Malha     | Tel Aviv HaShalom | Jeruzalem-Tel Aviv       | eindpunt            | eindpunt             |